# 测鱼镇
测鱼镇，是中华人民共和国河北省石家庄市井陉县下辖的一个乡镇级行政单位。

## 行政区划
测鱼镇下辖以下地区：
测鱼村、朱会村、崔家峪村、杜家庄村、冯家庄村、雁过口村、龙凤山村、白城村、红土嘴村、郭家口村、董家村、王家掌村、沿庄村、石门村、花园村、南蒿葶村、南寺村、南寺掌村和西沟村。